# 9257 Kunisuke
9257 Kunisuke este un asteroid din centura principală de asteroizi.

## Descriere
9257 Kunisuke este un asteroid din centura principală de asteroizi. A fost descoperit pe 24 septembrie 1973 la Observatorul Palomar de Cornelis Johannes van Houten, Ingrid van Houten-Groeneveld și Tom Gehrels. Asteroidul prezintă o orbită caracterizată de o semiaxă mare de 2,99 ua, o excentricitate de 0,08 și o înclinație de 9,9° în raport cu ecliptica.